# Зогр
Зогр (араб. حقل غاز ظهر) – офшорне газоконденсатне родовище, яке знаходиться у єгипетському секторі Середземного моря. Станом на початок 2020-х найбільше газове родовище в історії Єгипту.

## Геологічна інформація
Родовище відкрили у 2015 році унаслідок спорудження буровим судном «Saipem 10000» розвідувальної свердловини Zohr 1X NFW, яку заклали в районі з глибиною моря 1450 метрів. Вона досягнула глибини у 4131 метр та виявила газову колону завтовшки 630 метрів. Невдовзі те саме судно спорудило за 1,5 км від першої оцінювальну свердловину Zohr 2X, яка досягнула глибини у 4171 метр та пройшла газову колону у 455 метрів.
Поклади вуглеводнів Зогр пов’язані із карбонатною платформою, що складена крейдовими та розташованими поверх них міоценовими відкладами, які формувались у мілководно-морському середовищі. Унаслідок геологічних процесів платформа виявилась піднятою у порівнянні з сусідніми блоками, що сприяло міграції сюди біогенного газу з порід міоцену, а також забезпечило гарну покрівлю із соляних відкладів мессінського ярусу. Саме міоценовий резервуар є головним для родовища, проте сподіваються на прирощення запасів за рахунок нижніх резервуарів крейдового періоду (сеномансько-туронського, альбського та аптського віку), до яких відбувається міграція вуглеводнів із юрських та крейдових порід.
Запаси Зогр первісно оцінили у 30 трлн. кубічних футів, що є еквівалентом 847 млрд м3 та ставить родовище на межу класифікаційних категорій «супергігантське» та «унікальне».

## Розробка родовища
На момент відкриття Зогр в Єгипті спостерігався дефіцит газу, що змусило зупинити роботу орієнтованих на експорт заводів зі зрідження та навіть розпочати імпорт ЗПГ. Як наслідок, було поставлене завдання ввести родовище в розробку якмога швидше, так що запуск першої фази проекту відбувся лише через 17 місяців після відкриття із видобутком на рівні 28 млн м3 на добу. В серпні 2019-му із завершенням другої фази цей показник досягнув 76 млн м3 на добу. Станом на початок 2020-х Зохр забезпечує біля 40% видобутку природного газу в Єгипті.
Враховуючи глибини моря в районі родовища, його облаштування провели у підводному варіанті, при цьому 10 видобувних свердловин двох перших фаз проекту споруджувало те саме бурове судно «Saipem 10000» (всього планом розробки передбачається буріння понад двох сотень свердловин протягом всього строку життя родовища). Прокладання внутрішньопромислових трубопроводів та монтаж елементів облаштування забезпечили плавучий кран великої вантажопідйомності/трубоукладальне судно «Saipem 7000», глибоководні будівельні судна «FDS», «FDS 2», «Saipem 3000» і багатоцільове судно «Normand Cutter» (відносно останнього відомо, що його залучали до робіт у 2019-му).
Зогр знаходиться на значній відстані від берегової лінії, тому проект облаштування включав встановлення за 65 км від узбережжя в районі з глибиною моря 85 метрів Центральної платформи управління (Central Control Platform, CCP). Її спорудження відбувалось у Александрії на верфі компанії Petrojet, після чого опорна основа (джекет) та надбудова з обладнанням (топсайд) вагою 2000 тон та 1750 тон відповідно були змонтовані плавучим краном великої вантажопідйомності «Oleg Strashnov». Багатоцільове судно «Normand Maximus» проклало від платформи до родовища шлангокабелі (umbilical) завдовжки по 158 км, які, зокрема, забезпечують передачу електроенергії та сигналів управління.
В 2022-му в межах проекту освоєння ділянки родовища під назвою Північний Зохр уклали угоду на прокладання шлангокабелю завдовжки 170 км. До робіт, зокрема, планується залучити багатоцільове судно «Viking Neptun».
Видача продукції відбувається по багатонитковій системі Зогр – Ель-Гаміль до берегового газопереробного заводу родовища Зогр.

## Учасники проекту
Родовище виявлена на території ліцензійного блоку Shorouk, інвестором якого виступив італійський енергетичний гігант Eni. Після відкриття права на участь у проекті придбали у Eni компанії «Роснєфть», BP та Mubadala Petroleum (ОАЕ), що отримали частки у 30%, 10% та 10%.
За усталеною в Єгипті практикою розробка родовища відбувається через компанію-оператора Petroshorouk, якою на паритетних засадах володіють державна Egyptian Natural Gas Holding Company (EGAS) та консорціум інвесторів. Втім, фактично роботи провадить компанія-оператор Belayim Petroleum Company (Petrobel), яка вже має кілька десятків років досвіду роботи на єгипетських проектах Eni.